# Kesselbach (Epbach)
Der Kesselbach ist ein 21⁄4 km langer Bach im Gebiet der Stadt Neuenstein im baden-württembergischen Hohenlohekreis, der nach westlichem Lauf beim Weiler Untereppach der Stadt von links in den mittleren Epbach mündet. Der längste Gewässerstrang im kleinen Bachsystem beginnt jedoch bei Waldenburg, umfasst den Lauf des Schlundbachs und den Unterlauf des Kesselbachs und ist 3 km lang.

## Geographie

### Verlauf
Der Kesselbach entsteht östlich von Neuenstein-Kesselfeld im Riedfeld auf etwa 330 m ü. NHN neben einem westwärts auf Kesselfeld zulaufenden Feldweg. Anfangs ein kahler Graben, stehen später immer wieder Bäume und Büsche am Lauf.
Nach etwa 0,7 km unterquert der Kesselbach die K 2355 und tritt danach in den Ortsbereich von Kesselfeld ein. Dort überspannt eine Brücke der abzweigenden K 2356 den Lauf, diese folgt dem Bachlauf dann rechtsseits bis zur Mündung.
Am unteren Ortsende mündet dem Bach von links her der Schlundbach zu, der sehr hoch am Berg in einer Waldklinge bei Waldenburg entsteht und sowohl länger als auch einzugsgebietsreicher ist als der Kesselbach bis dorthin.
Für die nächsten etwa 300 Meter begleitet ein Feldgehölz mit vor allem Eschenbäumen den Kesselbach. Nachdem er rechtsseits die ersten Häuser des Weilers Untereppach passiert hat, fließt von links ein kurzer Bach zu. Auf seinen letzten 150 Metern steht wieder, meist einseitig, ein Gehölzstreifen am Ufer. Dann fließt der Kesselbach von links auf 287,2 m ü. NHN noch im Untereppacher Ortsbereich von links in den mittleren Epbach ein.
Der Kesselbach mündet nach 2,2 km langem Lauf mit mittlerem Sohlgefälle von rund 19 ‰ etwa 43 Höhenmeter unterhalb seines Ursprungs im Riedfeld. Der längste Gewässerstrang bis zur Mündung beginnt jedoch bei Waldenburg am Ursprung des Schlundbachs, dieser ist 3 km lang, hat ein mittleres Sohlgefälle von etwa 60 ‰ und mündet etwa 178 Höhenmeter unterhalb des Strangbeginns.
Ein Vergleich mit einer topographischen Karte aus der ersten Hälfte des 20. Jahrhunderts zeigt, dass der Bach damals noch durchgehend geschlängelt verlief, während er heute sehr viel gerader und unterhalb von Kesselfeld in nur zwei schnurgeraden Abschnitten fließt.

### Einzugsgebiet
Der Kesselbach hat ein 2,8 km² großes Einzugsgebiet. Etwa ein Fünftel von ihm, hoch am Berg und vor allem im Teileinzugsgebiet des Schlundbachs, gehört naturräumlich zum Unterraum Waldenburger Berge der Schwäbisch-Fränkischen Waldberge, die übrigen vier Fünftel dagegen in der Öhringer Ebene des Unterraums Westliche Hohenloher Ebene der Hohenloher und Haller Ebene.
Der waldbestandene Anteil zieht sich etwa weiter den Berghang linksseits des Kesselbachs herab und umfasst etwa 30 % des Einzugsgebiets. Tiefer am Hang gibt es Obstwiesen, etwas Weinberge und Wiesen, die letzten bedecken auch den schmalen Talgrund unterhalb von Kesselfeld. Den größten Flächenanteil am Offenland haben aber die Äcker.
Der größte Teil des oberen Naturraums gehört zur Stadt Waldenburg, deren Siedlungsbereich um die Hohenlohestraße größtenteils im Einzugsgebiet liegt. Im restlichen Neuensteiner Gebietsanteil liegt das Dorf Kesselfeld am Mittellauf und ein Teil des Wohnplatzes Untereppach derselben Stadt.
Reihum grenzen die Einzugsgebiete folgender Nachbargewässer an:
- Im Norden ist jenseits eines niedrigen Hügelzugs der den Kesselbach aufnehmende Epbach das nächste offene Gewässer;
- im Osten fließt der Bauzenbach vor dem Kesselbach zum Epbach;
- im Süden auf der Hochebene bei Waldenburg grenzt das Einzugsgebiet der Bibers an;
- im Südwesten läuft der Eschelbach unterhalb des Kesselsbachs zum Epbach.

### Zuflüsse
Hierarchische Liste der Zuflüsse, jeweils von der Quelle zur Mündung. Gewässerlänge, Einzugsgebiet und Höhe nach den entsprechenden Layern auf der Onlinekarte der LUBW. Andere Quellen für die Angaben sind vermerkt.
Ursprung des Kesselbachs auf etwa 330 m ü. NHN im Riedfeld etwa 0,7 km östlich von Neuenstein-Kesselfeld.
- Schlundbach, von links und Südsüdosten auf etwa 306,7 m ü. NHN[LUBW 2] am Westrand von Kesselbach, 1,8 km und ca. 1,3 km². Entsteht auf etwa 465 m ü. NHN am Nordwestrand der Waldenburger Siedlung um die Hohenlohestraße.
Der Kesselbach hat bis zu diesem Zufluss eine Länge von 1,1 km und ein Einzugsgebiet von ca. 0,5 km².
  - (Bach vom Ipsbrunnen), von rechts und Südosten auf etwa 315 m ü. NHN am Westrand von Kesselfeld, 0,5 km und unter 0,2 km². Der Ipsbrunnen liegt auf etwa 327 m ü. NHN in den Großen Wiesen.
- (Zufluss), von links und Südosten auf etwa 293 m ü. NHN gegenüber Neuenstein-Untereppach, ca. 0,3 km[LUBW 7] und über 0,1 km². Entsteht auf etwa 310 m ü. NHN Längstenteils Feldweggraben.

Mündung des Kesselbachs von links und Osten auf 287,2 m ü. NHN bei Neuenstein-Untereppach in den mittleren Epbach. Der Bach ist 2,2 km lang und hat ein 2,8 km² großes Einzugsgebiet.

## Geologie
Das Einzugsgebiet liegt im Keuper. Auf der Höhe der Waldenburger Länge liegt Kieselsandstein (Hassberge-Formation), den Hang herab streichen dann Untere Bunte Mergel (Steigerwald-Formation) und Schilfsandstein (Stuttgart-Formation) aus, danach bis an den südlichen Dorfrand von Kesselfeld Gipskeuper (Grabfeld-Formation), in dem der Kesselbach selbst seinen Lauf beginnt. Dieser wechselt schon halben Wegs nach Kesselfeld in den Lettenkeuper (Erfurt-Formation), der dann im weiteren Verlauf des Kesselbachs am linken Unterhang liegt und den rechts begleitenden Hügelrücken ganz bedeckt.
Der Kesselbach läuft schon ab seinem Beginn in einem Schwemmlandband, der Schlundbach ab dem Einsetzen des Gipskeupers. Unterhalb von Kesselfeld liegen im Talgrund dann Auenlehme. Dort gibt es auf den begleitenden Hügelzügen mehr oder weniger große Lösssedimentinseln aus quartärer Ablagerung.

## Schutzgebiete
Der Waldenburger Gebietsanteil liegt im Naturpark Schwäbisch-Fränkischer Wald. Ungefähr die Waldenburger Gebietsanteile nördlich und westlich der Siedlung um die Hohenloher Straße gehören zum Landschaftsschutzgebiet Landschaftsteile im Raum Waldenburg.

## Tourismus
Der Frankenweg (Hauptwanderweg 8) des Schwäbischen Albvereins umläuft bei Waldenburg den obersten Talabschnitt des Schlundbachs in der Schlagklinge.

### LUBW
Amtliche Online-Gewässerkarte mit passendem Ausschnitt und den hier benutzten Layern: Lauf und Einzugsgebiet des Kesselbachs

Allgemeiner Einstieg ohne Voreinstellungen und Layer: Daten- und Kartendienst der Landesanstalt für Umwelt Baden-Württemberg (LUBW) (Hinweise)
1. 1 2 3  Höhe nach dem Höhenlinienbild auf dem Hintergrundlayer Topographische Karte.
2. 1 2 3  Höhe nach grauer Beschriftung auf dem Hintergrundlayer Topographische Karte.
3. 1 2 3  Länge nach dem Layer Gewässernetz (AWGN).
4. 1 2  Einzugsgebiet nach dem Layer Basiseinzugsgebiet (AWGN).
5. ↑  Natur teilweise nach dem Layer Geschützte Biotope.
6. ↑  Einzugsgebiet abgemessen auf dem Hintergrundlayer Topographische Karte.
7. ↑  Länge abgemessen auf dem Hintergrundlayer Topographische Karte.
8. ↑  Schutzgebiete nach den einschlägigen Layern.

### Andere Belege
1. ↑  Abfluss-BW: Modellierte Abflusswerte an der Mündung
2. ↑  Begradigung des Kesselbachs nach:
  - Meßtischblatt 6723 Öhringen von 1933 in der Deutschen Fotothek
3. ↑  Wolf-Dieter Sick: Geographische Landesaufnahme: Die naturräumlichen Einheiten auf Blatt 162 Rothenburg o. d. Tauber. Bundesanstalt für Landeskunde, Bad Godesberg 1962. → Online-Karte (PDF; 4,7 MB)
4. ↑  Geologie nach den Layern zu Geologische Karte 1:50.000 auf: Mapserver des Landesamtes für Geologie, Rohstoffe und Bergbau (LGRB) (Hinweise)